# Pyxicephalidae
A Pyxicephalidae a kétéltűek (Amphibia) osztályába és  a békák (Anura)) rendjébe tartozó  család. A családba tartozó békafajok Afrikában, a Szaharától délre honosak.

## Rendszerezés
A családba az alábbi két alcsalád és 12 nem tartozik:  A család korábban a  valódi békafélék (Ranidae) családjába tartozott.
- Cacosterninae alcsalád:
  - Amietia Dubois, 1987
  - Anhydrophryne Hewitt, 1919
  - Arthroleptella Hewitt, 1926
  - Cacosternum Boulenger, 1887
  - Microbatrachella Hewitt, 1926
  - Natalobatrachus Hewitt & Methuen, 1912
  - Nothophryne Poynton, 1963
  - Poyntonia Channing & Boycott, 1989
  - Strongylopus Tschudi, 1838)
  - Tomopterna Duméril & Bibron, 1841
- Pyxicephalinae alcsalád:
  - Aubria Boulenger, 1917
  - Pyxicephalus Tschudi, 1838